# Национален стандарт за българско кисело мляко
БДС 12:2010 Българско кисело мляко е български национален стандарт, определящ изискванията към характерния за страната млечно-кисел продукт. Одобрен е от Българския институт по стандартизация и е в сила от 15 юли 2010 г.

## Област на приложение
Стандартът се отнася за кисело мляко, произведено от овче, краве, биволско, козе мляко или смесено мляко чрез заквасване със симбиотични култури, произведени в България от щамове Lactobacillus delbrueckii subsp. bulgaricus и Streptococcus thermophilus, които са изолирани в България и неподлагани на генетична модификация.

## Класификация на киселото мляко
Според БДС 12:2010 киселото мляко се разделя по вида на суровината и маслеността на:
- Краве, овче, биволско, козе и смес;
- Пълномаслено и частично обезмаслено;

## Изисквания

### Суровини и материали
Според стандарта суровините и материалите, които трябва да отговарят на определени европейски и български нормативни актове, са:
- суровото мляко;
- обезмасленото мляко;
- млечната сметана;
- закваската – трябва да бъде произведена от изолирани в България щамове на Lactobacillus delbrueckii subsp. bulgaricus и Streptococcus thermophilus, неподлагани на генна модификация;
- водата;
- опаковки – от полимерни, стъклени и керамични материали, предназначени за контакт с храни;

### Готов продукт
- Без консерванти, стабилизатори и емулгатори;
- Повърхност – гладка и блестяща, със или без слабо забележим слой от млечна киселина;
- Цвят – бял, може да е с различни нюанси на кремав оттенък в зависимост от млякото;
- Консистенция след разбиване – хомогенна, сметаноподобна, допуска се слабо зърнеста консистенция при овче и биволско мляко;
- Вкус и аромат – специфичните, приятно млечнокисели, характерни за използвания вид мляко и ароматообразуващи свойства на закваската;
- Други органолептични, физикохимични и микробиологични показатели, които трябва да осигурят високо качество и здравословен продукт;

## Вземане на проби и методи за изпитване
Измерването на показатели като киселинност, масленост, органолептична оценка, микробиологични изпитания и много други трябва да се извършват според съответните национални, европейски и международни стандарти.

## Технологичен процес
Необходимо е киселото мляко да се произвежда при специфични показатели на производствения процес, които да отговарят на изискванията в БДС12:2010. Изискванията са за:
- машини и съоръжения – за хигиената при производството;
- приемане, окачествение и съхранение на суровините (тези дейности трябва да осъществат и отчитат по определена методология от стандарта);
- стандартизиране на млякото – граници на маслеността при различните видове кисело мляко;
- хомогенизиция на млякото – горни и долни граници на температурата и налягането;
- пастьоризация на млякото – горни и долни граници на температурата и времето за пастьоризация;
- охлаждане – горни и долни граници за температурата;
- приготвяне на производствена закваска – методология на приготвяне;
- заквасване на млякото – методология на заквасване;
- охлаждане – методология на охлаждане;

## Оценяване на съответствието
Оценяването на съответствието на продукта с изискванията на БДС 12:2010 се извършва от органи за оценяване на съответствието, определени при спазване на изискванията на европейските и национални нормативни актове. При оценяване на съответствието се отчитат и данните от входящия контрол, контрола на технологичните процеси и изходящия контрол.

### Входящ контрол
- на основната суровина;
- за закваските;
- на опаковките.

### Контрол на технологичния процес
Контролът на технологичния процес се осъщестява системно и ежедневно. Следват се основните етапи на процесите и съответните технологични параметри. Води се документация в технологичния дневник на производството.

### Изходящ контрол
Изходящия контрол на производството се извършва по органолептични, физикохимични и микробиологични показатели в съответствие с БДС 12:2010.

## Опаковане и етикиране
- Опаковането на българското кисело мляко се извършва в съдове, произведени с материали, които са предназначени за контакт с храни;
- Върху всяка опаковка се нанася маркировка съгласно изискванията;
- Задължително се отбелязва хранителната информация;
- Продуктът се обозначава с наименованието „БЪЛГАРСКО КИСЕЛО МЛЯКО“;
- Продукти, на които е извършено оценяване на съответствието, носят означението БДС 12:2010.

## Съхранение и трайност
Българското кисело мляко се съхранява при температура от 2 до 6 °C и е със срок на годност до 20 дни от датата на производството.

## Отличителни черти на продуктите по БДС 12:2010
- Вкус – продуктът е значително по-кисел и това може да бъде ясен ориентир за потребителите;
- Означение на опаковката – специфично лого и текст „БЪЛГАРСКО КИСЕЛО МЛЯКО БДС 12:2010“ са ясно видими на опаковките на продуктите, произведени по БДС 12:2010;